# 류경종묘내의유물
유경종묘내의유물(柳慶宗墓內의遺物)은 충청남도 부여군 부여읍, 국립부여박물관에 있는 유물이다. 1984년 5월 17일 충청남도의 문화재자료 제120호로 지정되었다.

## 개요
진주 류씨 안간공파 18대손인 희택과 그 아들 전, 손자 경종의 무덤에서 출토된 일괄 유물이다.
1959년 후손이 안양에서 은산면 가곡리로 이장할 당시 나온 것을 후손이 보관하고 있다가, 1985년 3월에 부여박물관에 위탁 보관하게 되었다.
부장된 유물에는 더 많은 것이 있었을 것이나 남은 것은 명기 3벌 88점, 관복 1벌, 도포 2벌, 골제 빗 1점, 백자제기 13점만 남아 있다.

## 참고 문헌
- 유경종묘내의유물 - 국가유산청 국가유산포털